# Conoilja
Conoilja är en ort i Mexiko.   Den ligger i kommunen Oxchuc och delstaten Chiapas, i den sydöstra delen av landet, 800 km öster om huvudstaden Mexico City. Conoilja ligger 1 845 meter över havet och antalet invånare är 471.
Terrängen runt Conoilja är lite bergig. Runt Conoilja är det ganska glesbefolkat, med 22 invånare per kvadratkilometer. Närmaste större samhälle är Chanal, 14,4 km väster om Conoilja. I omgivningarna runt Conoilja växer i huvudsak städsegrön lövskog.